# Sepulcros de Juan Pacheco y su esposa María de Portocarrero
Los sepulcros de Juan Pacheco y su esposa María de Portocarrero son el monumento escultórico, realizado en alabastro por Juan Rodríguez y Lucas Giraldo, encargado por  el hijo de los difuntos Diego López Pacheco y Portocarrero en el año 1528 y que se encuentran en el retablo del monasterio de El Parral, en Segovia.

## Historia
Los comitentes de la capilla mayor fueron los primeros marqueses de Villena Juan Pacheco su esposa María de Portocarrero. Debido a su fallecimiento antes del término de las obras fueron sepultados en el monasterio de Guadalupe y con fecha de 1480 fueron traídos al monasterio de El Parral y depositados  en la capilla de San Sebastián. Cuando la capilla mayor estuvo abovedada se trasladaron a la misma y se colocaron en el centro en unos sepulcros exentos; allí permanecieron hasta el contrato realizado entre su hijo Diego López de Pacheco y los escultores Juan Rodríguez y Lucas Giraldo para la labra de unos nuevos sepulcros adosados al gran retablo de la capilla.

## Descripción
Los sepulcros se encuentran dentro de unos profundos arcosolios en ambos lados del retablo mayor integrados en el mismo, con las figuras: el de doña María ocupa la parte derecha y el de don Juan la parte de la izquierda, encontrándose los dos representados como figuras orantes.
- En el sepulcro de Juan Pacheco se aprecia en el banco la representación de Adán, Eva, las virtudes de la Esperanza, la Justicia, la Templanza, la Prudencia, y la Fortaleza en forma  de mujer. Sobre el banco del arcosolio hay la figura orante en un reclinatorio cubierto por un paño adornado con la cruz de Santiago, vestida con armadura toda decorada con grutescos. Un pequeño paje sostiene el casco y un escudo con la venera de Santiago. El fondo del muro tiene un altorrelieve con la escena del Entierro de Cristo. En el arco de triunfo de entrada al arcosolio y en las bases de las pilastras las alegorías de la Caridad y la Fe y más arriba diversos santos y obispos en pareja; en el segundo cuerpo se encuentran dentro de hornacinas san Esteban y san Lorenzo. Todo esto coronado con una escena de Santiago Matamoros, seguramente en recuerdo de la pertenencia del marqués a la orden de Santiago.
- El sepulcro de María de Portocarrero, es casi una réplica del anterior y para no romper la composición, el banco repite las mismas imágenes a excepción de la de Sansón en vez de la Fortaleza. Aquí la figura de la dama orante se encuentra sin reclinatorio y está acompañada por una doncella. En el fondo del muro, bajo una representación de la ciudad de Villena, la escena es de la Piedad, en las enjutas las armas de doña María y la arquivolta se encuentra toda ornada con relieves sobre la Pasión de Cristo. Sobre el arco en el cuerpo central y también dentro de hornacinas se ven las imágenes de santa Elena y santa Lucía y el remate es un relieve de la aparición de Cristo a la Virgen con san Pedro, san Pablo, san Juan y Santiago.[2]